# Myzomela vulnerata
Papa-mel-de-peito-preto ou suga-mel-de-peito-preto (Myzomela vulnerata) é uma espécie de ave da família Meliphagidae.
Pode ser encontrada nos seguintes países: Indonésia e Timor-Leste.
Os seus habitats naturais são: florestas secas tropicais ou subtropicais .